# ميدان الاستقلال في آستانا
ميدان الاستقلال (بالقازاقية: әуелсіздік алаңы أو Täuelsızdık alaŋy)‏ في آستانا هو الميدان الرئيس في كازاخستان، وكذلك يسمى بالنصب التذكاري للشعب الكازاخستاني (بالقازاقية: Қазақ елі монументі)‏
أنشئ في أكتوبر 2009. وفي سبتمبر 2015، تحول الميدان إلى قرية تاريخية تكريماً للذكرى السنوية الخمسين بعد الخمسمائة لتأسيس خانية القازاق. تقام مسيرات يوم المدافع عن الوطن [الإنجليزية] ويوم الدستور [الإنجليزية] في هذا الميدان. في وقت سابق من عام 2015، أخضرت راية النصر إلى آستانا ليعرضها فوج ايبين الرئاسي [الإنجليزية] عبر ميدان الاستقلال في موكب يوم المدافع عن الوطن / يوم النصر في 7 مايو. تقام أيضًا احتفالات يوم نوروز في هذا الميدان.

## معرض الصور

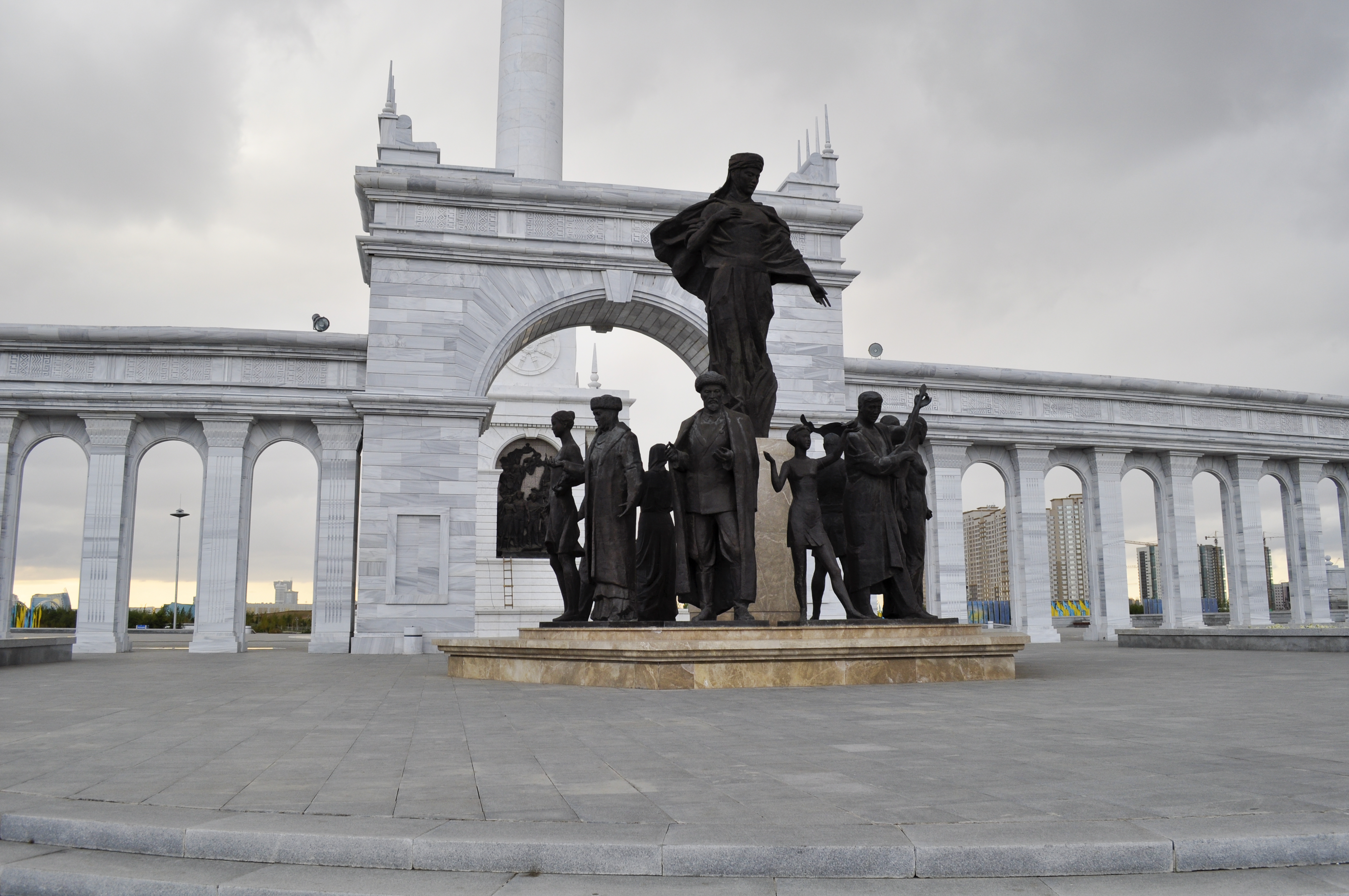
منظر من الميدان
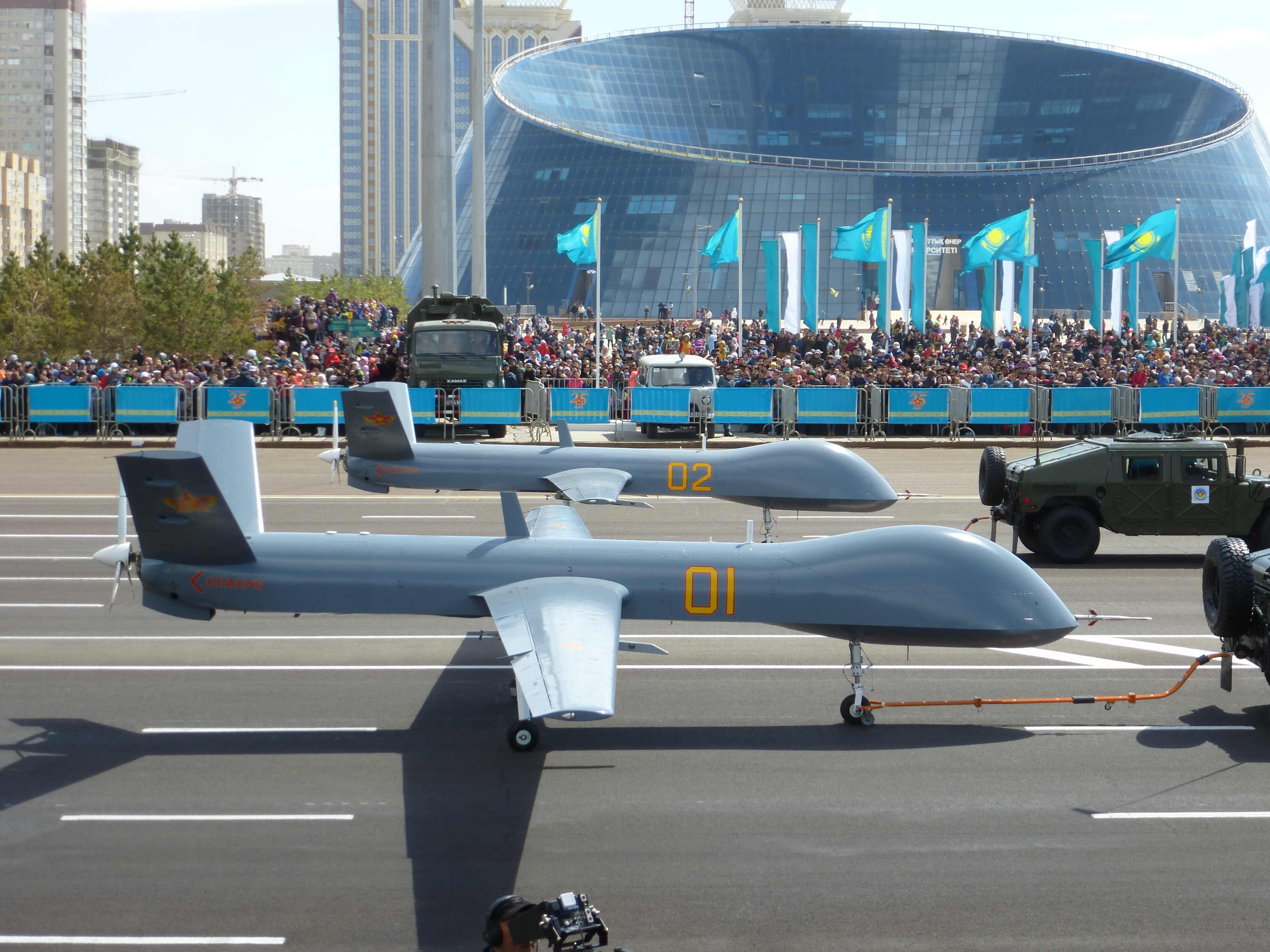
طائرة تشنغدو وينغ لونغ عسكرية أثناء مسيرة يوم المدافع عن الوطن [الإنجليزية] في ميدان الاستقلال فيآستانا.
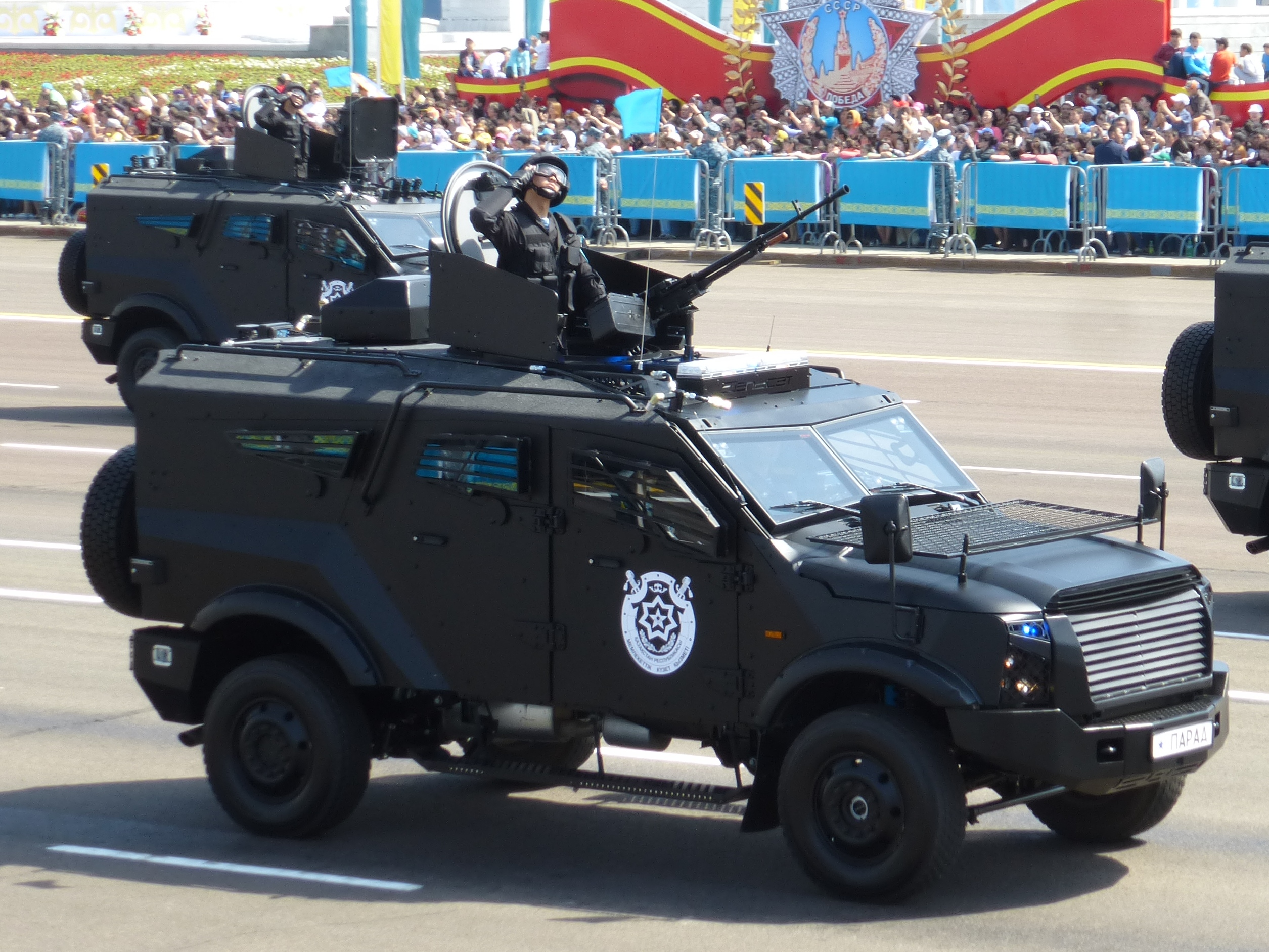
مركبة عسكرية أثناء استعراض في سنة 2015